# أو تي-62 توباز
أو تي-62 توباز سلسلة من ناقلات الجند المدرعة البرمائية المجنزرة التي طُورت بالاشتراك بين جمهورية بولندا الشعبية وتشيكوسلوفاكيا. ترمز أو تي-62 إلى «Obrněný Transportér vzor 62» أي «نموذج ناقلة أفراد مصفحة 62». أما كلمة توباز فهي اختصارة لـ«Transportér Obrněný Pásový» أي «ناقلة جند مدرعة مجنزرة».